# Tuross River
Der Tuross River ist ein Fluss im Südosten des australischen Bundesstaates New South Wales.

## Geographie
Der Fluss entspringt etwa zehn Kilometer nordöstlich von Kybeyan am Westrand des Wadbilliga-Nationalparks an den Osthängen der Great Dividing Range. Zunächst fließt er nach Norden und stürzt im Badja State Forest über die Tuross Falls. Dann wendet er seinen Lauf nach Osten und mündet bei Tuross Head in die Tasmansee.

### Nebenflüsse mit Mündungshöhen
Nebenflüsse des Tuross River sind:
- Back River – 976 m
- Guinea Creek – 907 m
- Swamp Creek – 757 m
- Bumberry Creek – 388 m
- Woila Creek – 162 m
- Myrtle Creek – 125 m
- Wadbilliga Hole Creek – 111 m
- Mellion Creek – 94 m
- Wadbilliga River – 73 m
- Big Belimbla Creek – 70 m
- Wandella Creek – 53 m
- Sawpit Creek – 18 m
- Swamp Creek – 14 m
- Reedy Creek – 11 m